# Buslijn 32 (Rotterdam)

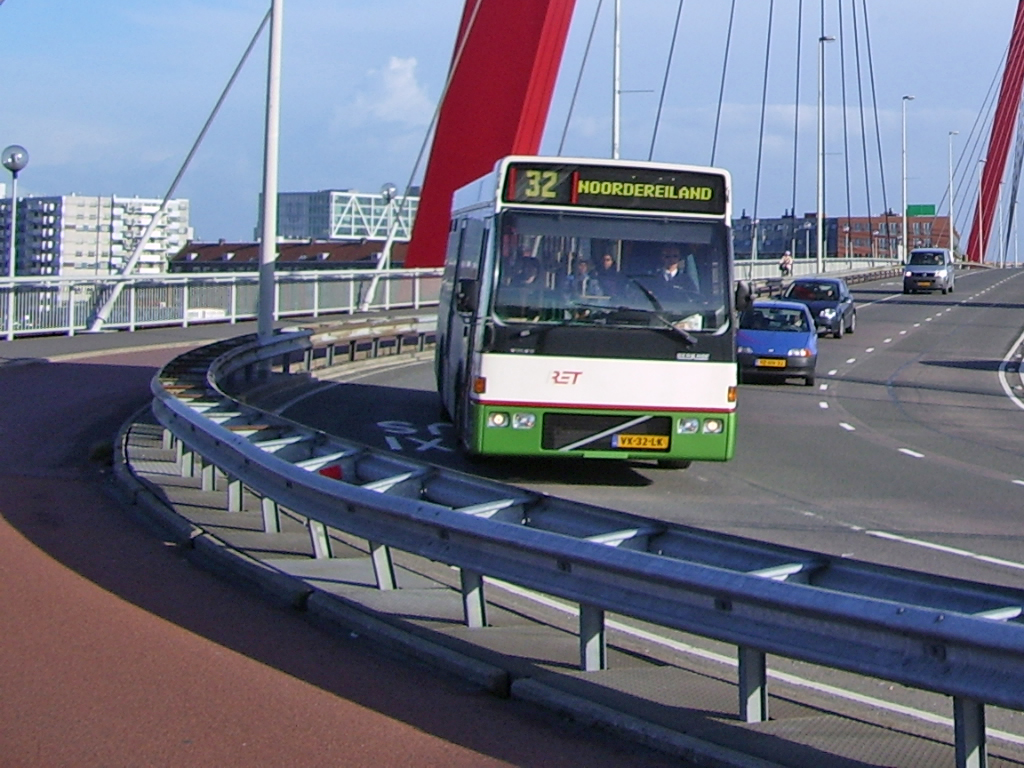
Volvo Duvedec 688 op lijn 32 op de Willemsbrug in 2007

Buslijn 32 is een buslijn in de gemeente Rotterdam, die wordt geëxploiteerd door de RET. De lijn verbindt het stadsdeel Overschie via het Heemraadsplein en de Westblaak met de wijk Feijenoord en station Zuid. De lijn is een zogenaamde frequentbus (tegenwoordig 6-4-2 bus).

## Geschiedenis

### Lijn C
In 1952 werd een nieuwe buslijn C ingesteld die de van Noortwijckstraat in Overschie via het toekomstige Kleinpolderplein met de Mathenesserlaan aan de rand van het centrum van Rotterdam verbond. De lijn vormde zo naast lijn D een tweede verbinding met het centrum voor de snel groeiende wijk Overschie.

### Lijn 32
Op 1 november 1953 werd lijn C vernummerd in lijn 32 maar de route bleef gelijk. Lijn 32 is een van de RET buslijnen die de minste routewijzigingen heeft gekend. Op 2 september 1967 bij de hernummering van het lijnennet bleef het lijnnummer ongewijzigd. Alleen werd de lijn ter vervanging van lijn 31 vanaf de Mathenesserlaan doorgetrokken via de Westblaak en de Willemsbrug naar het Prinsenhoofd op het Noordereiland waar een lus in één richting werd gereden. Dit bleef zo tot 14 december 2014 toen de lijn ter vervanging van de opgeheven lijn 48 werd doorgetrokken naar Station Zuid. (De sedert de indienststelling van de metro in 1968 voor buslijnnummering geldende regels werden opnieuw doorbroken: de regels hielden in: de lijnnummers 30 tot en met 45 worden gebruikt voor Rotterdams stadsvervoer op de rechter Maasoever, de lijnnummers 46 tot en met 49 voor rivierkruisende bussen, de nummers van 50 tot en met 59 voor buslijnen in Vlaardingen en Schiedam, 60 tot en met 79 voor busvervoer op de linker Maasoever en hogere nummers voor bussen in de periferie van Rotterdam.) Ter vervanging van de route op het Noordereiland werd een lijn 47 ingesteld geëxploiteerd met een kleinere bus.
De enige andere verandering in de loop der jaren betrof een verlenging van een aantal diensten vanaf Overschie via de Spaanse Polder naar station Schiedam-Rotterdam West die lijn 32 op werkdagen overdag een groot aantal jaren reed. Ook werd enige jaren de exploitatietijd beperkt waarbij in de stille uren niet werd gereden.